# Heteroctenus granulimanus
Espèce
Synonymes
- Rhopalurus granulimanus Teruel, 2006

Heteroctenus granulimanus est une espèce de scorpions de la famille des Buthidae.

## Distribution
Cette espèce est endémique de la province de Holguín à Cuba. Elle se rencontre vers Rafael Freyre.

## Description
Le mâle holotype mesure 57,7 mm.

## Systématique et taxinomie
Cette espèce a été décrite sous le protonyme Heteroctenus gibarae par Teruel en 2006. Elle est placée en synonymie avec Heteroctenus gibarae par Esposito, Yamaguti, Souza, Pinto da Roacha et Prendini en 2017. Elle est relevée de synonymie dans le genre Heteroctenus par Armas en 2017.

## Publication originale
- Teruel, 2006 : « Apuntes sobre la taxonomía y biogeografía del género Rhopalurus Thorell 1876 (Scorpiones: Buthidae), con la descripción de dos nuevas especies de Cuba. » Boletín de la Sociedad Entomológica Aragonesa, no 38, p. 43-54 (texte intégral).